# Maximilian Joseph Gottfried Sommerau Beeckh
Maximilian Joseph Gottfried Sommerau Beeckh (Vienna, 21 dicembre 1769 – Olomouc, 31 marzo 1853) è stato un cardinale e arcivescovo cattolico austriaco.

## Biografia

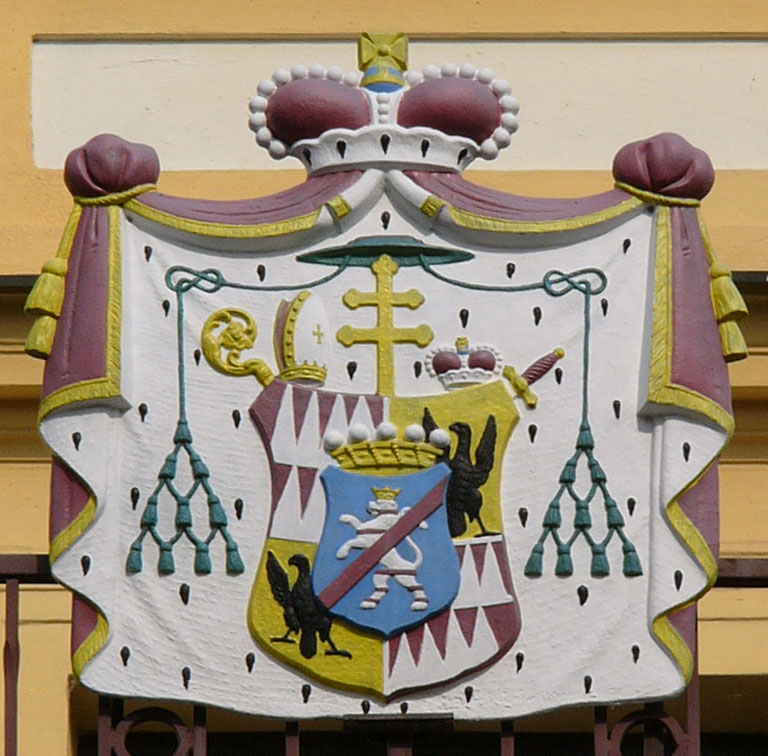
Stemma di monsignor Beeckh

Nacque a Vienna, il 21 dicembre 1769.
Fu ordinato presbitero il 10 settembre 1797. Svolse il suo ministero a Vienna e nei dintorni. Il 27 agosto 1813 fu nominato canonico non residente del capitolo della cattedrale di Olomouc; dal 1815 canonico residente.
Il 21 novembre 1836 il capitolo della cattedrale di Olomouc lo elesse successore del defunto arcivescovo Ferdinand Maria von Chotek. L'elezione fu confermata da papa Pio IX il 19 maggio 1837 e fu consacrato vescovo il 18 giugno dello stesso anno dal vescovo di Brno Franz Grindl.
Papa Pio IX lo elevò al rango di cardinale nel concistoro del 30 settembre 1850. Morì prima che gli fosse conferito un titolo cardinalizio.
Morì il 31 marzo 1853 all'età di 83 anni.

## Genealogia episcopale e successione apostolica
La genealogia episcopale è:
- Cardinale Scipione Rebiba
- Cardinale Giulio Antonio Santori
- Cardinale Girolamo Bernerio, O.P.
- Arcivescovo Galeazzo Sanvitale
- Cardinale Ludovico Ludovisi
- Cardinale Luigi Caetani
- Cardinale Ulderico Carpegna

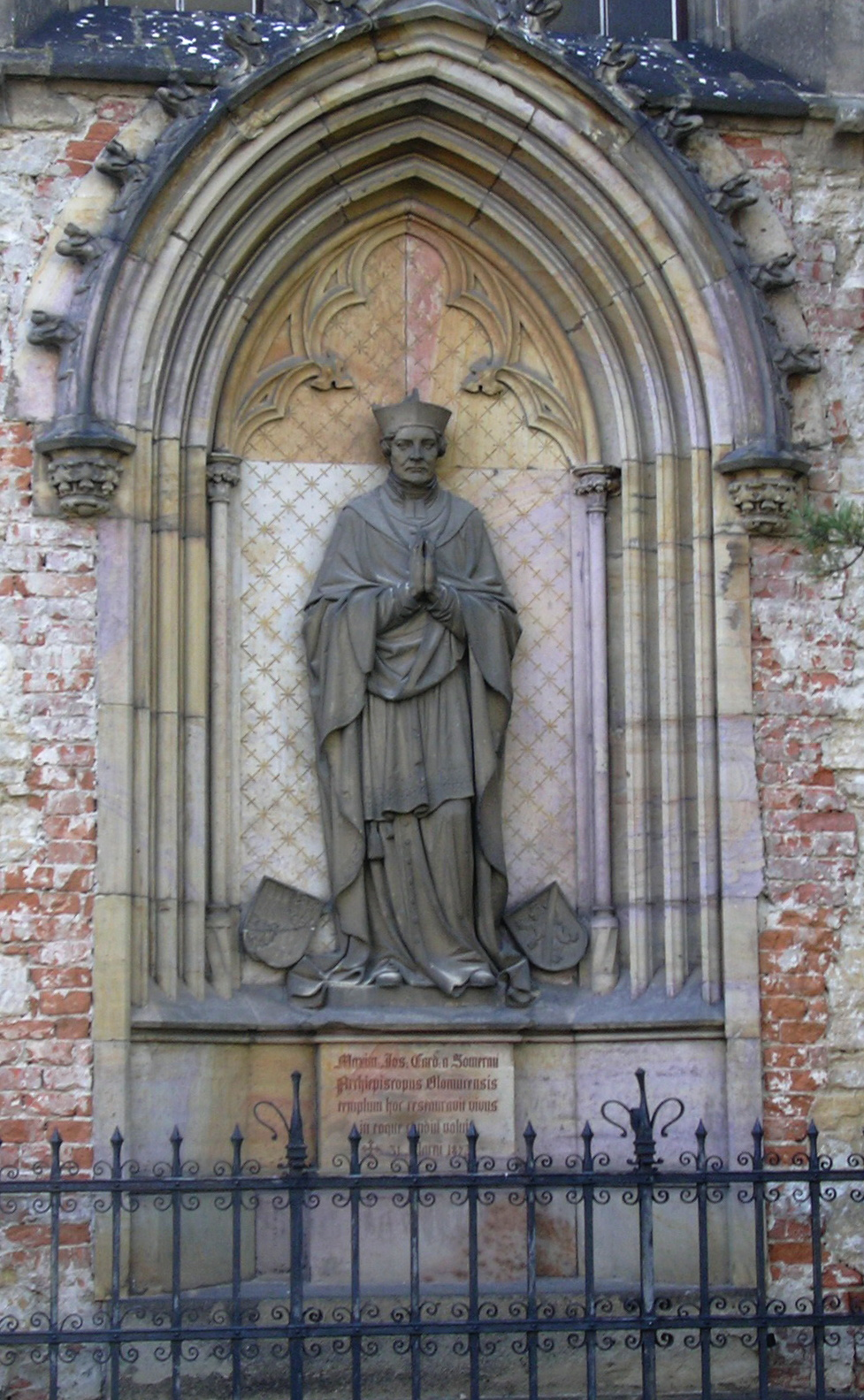
Ritratto con epitaffio del cardinale Beeckh

- Cardinale Paluzzo Paluzzi Altieri degli Albertoni
- Cardinale Flavio Chigi
- Papa Clemente XII
- Cardinale Giovanni Antonio Guadagni, O.C.D.
- Cardinale Cristoforo Bartolomeo Antonio Migazzi
- Arcivescovo Michael Léopold Brigido
- Arcivescovo Sigismund Anton von Hohenwart, S.I.
- Arcivescovo Augustin Johann Joseph Gruber
- Vescovo Roman Sebastian Zängerle, O.S.B.
- Vescovo Franz Anton Gindl
- Cardinale Maximilian Joseph Gottfried Sommerau Beeckh

La successione apostolica è:
- Arcivescovo Alois Josef Schrenk (1838)
- Vescovo Antonín Arnošt Schaaffgotsche (1839)
- Vescovo Rodolpho von Thysebaert (1842)